# Pseudanthura albatrossae
Pseudanthura albatrossae là một loài chân đều trong họ Paranthuridae. Loài này được Kensley miêu tả khoa học năm 1978.